# Нарцисс Ах
Нарцисс Каспар Ах (нім. Narziß Kaspar Ach; 29 жовтня 1871, нім. Ermershausen, Нижня Франконія, — 25 липня 1946, Мюнхен) — німецький психолог. Представник Вюрцбургської психологічної школи.

## Біографія
Навчався у Вюрцбургському університеті, потім пройшов стажування в Гейдельберзі у Еміля Крепеліна. Викладав послідовно у Вюрцбурзі, Марбурзі, Берліні, Кенігсберзі, Гьоттінгені.
Займався, в основному, проблемою волі, сформулювавши концепцію «детермінуючої тенденції» як її психологічного механізму. Поставив кілька серій експериментів, в яких за допомогою витонченої методики «експериментальної інтроспекції» випробовувані рефлексували і аналізували покроково свій розумовий процес, виділяючи в ньому вольовий імпульс.
З 1929 по 1936 рік Ах перебував у Німецькому товаристві психології. У 1938 році обраний членом Німецької академії наук Леопольдина.
З 1930 він був членом Правління товариства німецьких практичних психологів. Він підписав разом з 900 іншими німецькими професорами визнання Адольфа Гітлера і націонал-соціалістичної держави «Bekenntnis der Professoren an den deutschen Universitäten und Hochschulen zu Adolf Hitler und dem nationalsozialistischen Staat». Вітав прихід Гітлера до влади в роботі «Детермінація і її значення для вождя» (нім. Die Determination und ihre Bedeutung für das Führerproblem)
Був відправлений у відставку на 1 квітня 1937 року. Помер у віці 75 років.

## Дослідження
Ах був студентом Освальда Кюльпе. Розробив метод «систематичного експериментального самоаналізу», так як він побачив дві проблеми в проведених експериментах з волі і мислення: 
1. Для окремих реакцій і для самоаналізу вони ніколи не надають повної, достовірної та неупередженої картини реально існуючих змісту свідомості.
2. Спрямовують увагу на певних розумових процесів сорому із зображенням переживань.

## Методика Аха 1921
Ах (1921) прагнув експериментально показати, що для виникнення понять недостатньо встановлення механічних асоціативних зв'язків слово-предмет, але необхідна наявність завдання, вирішення якої вимагало б від людини утворення поняття. Сам Ах коротко охарактеризував свої експерименти так: «Випробуваний отримує завдання, які він може вирішити тільки за допомогою деяких спочатку безглуздих знаків. Знаки (слова) служили випробуваному як засоби для досягнення певної мети, а саме для вирішення поставлених експериментальних завдань, і завдяки тому, що вони отримали таке використання, вони придбали певне значення. Вони стали для випробуваного носіями понять».
У методиці Аха використовуються об'ємні геометричні фігури, що розрізняються за формою (3 види), кольором (4), розміром (2), вагою (2), — всього 48 фігур. До кожної фігурі прикріплена папірець зі штучним словом: великі важкі фігури позначені словом «гацун», великі легені — «рас», маленькі важкі — «таро», маленькі легкі — «фал». Експеримент починається з 6-ти фігур, і від сеансу до сеансу їх кількість збільшується, досягаючи зрештою 48-ми. Кожен сеанс починається з того, що фігури розставляються перед випробуваним і він повинен по черзі підняти всі фігури, читаючи при цьому їх назви вголос; це повторюється кілька разів. Після цього папірця знімають, фігури перемішуються, і випробуваного просять відібрати фігури, на яких був папірець з одним зі слів, а також пояснити, чому він вибрав саме ці постаті; це також повторюється кілька разів. На останній стадії експерименту перевіряється, придбали чи штучні слова значення для випробуваного: йому задаються питання на зразок «Чим відрізняється „гацун“ від „рас“ ?», просять придумати фразу з цими словами.